# XXIX Українська антарктична експедиція
XXIX Українська антарктична експедиція (УАЕ) — 29-та наукова експедиція на українську антарктичну станцію «Академік Вернадський» у період з квітня 2024 по березень 2025 року.

## Експедиція

### Підготовка експедиції
17 липня 2023 року, продовжуючи позитивний досвід підготовки XXVIII УАЕ та попередніх експедицій до Антарктиди, Національний антарктичний науковий центр (НАНЦ) розпочав конкурс до XXIX Української антарктичної експедиції на 2024-2025 роки.
Підготовка XXIX УАЕ здійснювалася відповідно Державної цільової науково-технічної програми проведення досліджень в Антарктиці на 2011-2023 роки, яка була прийнята Постановою Кабінету Міністрів України № 1002.
Згідно повідомлення НАНЦ на учасників експедиції чекають суворі випробування Антарктикою, наполеглива праця із забезпечення діяльності станції та фахове виконання покладених обов’язків.
Відповідно оголошення конкурсної комісії, розміщеного на офіційному сайті НАНЦ, до складу команди зимівників XXIX УАЕ, що впродовж року працюватимуть на українській антарктичній станції «Академік Вернадський» на острові Галіндез (Західна Антарктика), потрібні: науковці за напрямами науки про життя, геології та геофізики, фізичних наук; лікар, кухар, сисадмін, системний механік та дизеліст-електрик.
4 вересня 2023 року, директор НАНЦ Євген Дикий повідомив, що прийом заявок на конкурс у XXIX УАЕ — завершився. Бажання поїхати на сезон до Антарктиди на станцію «Академік Вернадський» задекларували 86 кандидатів та кандидаток. Це майже вдвічі більше, ніж було торік, коли до НАНЦ надійшло лише 46 заяв. Наступні етапи конкурсу — попередній відбір кандидатів за відповідністю освіти та досвіду, подання повного пакета документів, фахові співбесіди та психологічне тестування.

### Склад експедиції

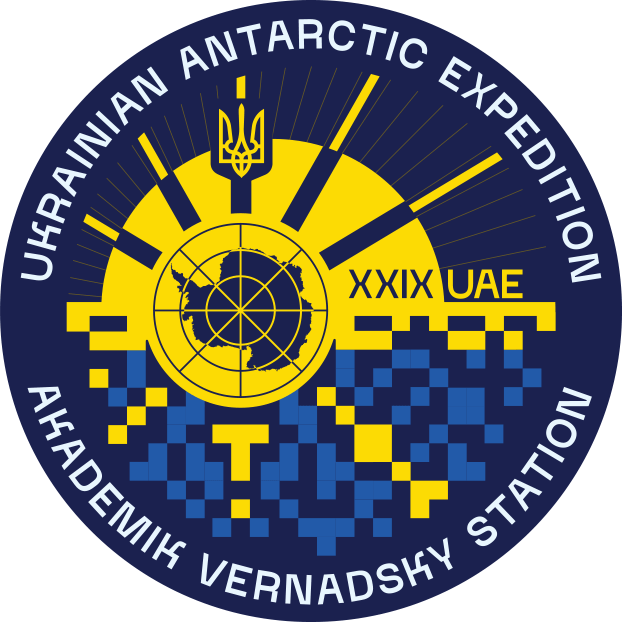
Шеврон XXIX експедиції

Склад XXIX УАЕ експедиції було оголошено 11 березня 2024 року:
- Юрій Отруба, керівник експедиції, геофізик, Національний антарктичний науковий центр, м. Київ (восьма зимівля);
- Олександр Богомаз, геофізик, Інститут іоносфери НАН України та МОН України, м. Харків (друга зимівля; раніше — учасник XXVII експедиції);
- Анна Соіна, геофізикиня, Радіоастрономічний інститут НАН України, м. Харків (друга зимівля; раніше — учасниця XXV експедиції);
- Валентина Гарбарчук, метеорологиня, Житомирський обласний центр з гiдрометеорологiї (перша зимівля);
- Артем Матвєєв, метеоролог, Держгідрографія, м. Одеса (друга зимівля; раніше — учасник XIII антарктичної експедиції);
- Сергій Якущенко, метеоролог, Херсонська державна морська академія, м. Коростень (перша зимівля);
- Тетяна Баглай, біологиня, координаторка харківських «Наукових пікніків»[8], м. Харків (перша зимівля);
- Світозар Давиденко, біолог, Інститут зоології імені І. І. Шмальгаузена НАН України, м. Київ (перша зимівля);
- Сергій Єрмоленко, Дніпровський національний університет імені Олеся Гончара, м. Дніпро (перша зимівля);
- Іванна Котурбаш, лікарка, м. Канів (перша зимівля);
- Віталій Камінський, системний механік, м. Київ (перша зимівля);
- Назарій Цюпка, кухар, с. Артищів Львівської обл. (перша зимівля);
- Василь Прокопенко, дизеліст-електрик, с. Буцні Вінницької обл. (перша зимівля);
- Олександр Мацібура, системний адміністратор, м. Волочиськ Хмельницької області (перша зимівля).

У складі експедиції найбільша кількість жінок, починаючи з 1997 року, востаннє четверо жінок було у складі ІІ антарктичної експедиції.

### Хід експедиції
15 березня 2024 року судно «Ноосфера» вирушило з порту Пунта-Аренас, перетнуло протоку Дрейка і в ніч на 21 березня прибуло, разом з групою XXIX УАЕ, до станції «Академік Вернадський».
Учасники XXIX УАЕ активно долучилися до виконання заходів комплексної програми вивчення китоподібних в Антарктиці, яка була започаткована ще в 2018 році. Вона, зокрема, включає фотоідентифікацію, відбір біопсій та запис звуків вусатих китів, а також фіксацію особливостей їх стрибків над поверхнею води (англ. — breaching whale), тобто кит, що виривається з води.
На острові Галіндез, де розташована українська антарктична станція «Академік Вернадський», цієї осені спостерігається значне скупчення морських котиків. За словами біолога XXIX УАЕ Світозара Давиденка, виявлено 81 особину цих тварин. Національний антарктичний науковий центр опублікував знімки цих морських мешканців 20 травня 2024 року.
12 серпня 2024 року, як повідомив Національний антарктичний науковий центр, українським полярникам XXIX УАЕ на науковій станції «Академік Вернадський» вдалося вперше зафіксувати південне полярне сяйво, що є надзвичайно рідкісним явищем. Геофізики також зафіксували сильні збурення магнітного поля Землі, що є необхідною умовою для появи полярного сяйва.
12 жовтня 2024 року на офіційній сторінці Національного антарктичного наукового центру було повідомлено, що під час цьогорічної сезонної експедиції на станції встановили новий сучасний приймач WiNRADiO WR‑G35 DDC, який здатний приймати сигнали одночасно на кількох частотах. Саме ним і вдалося зареєстрували сигнали під час кільцевого затемнення Сонця, що відбулося на початку жовтня 2024 року над Тихим океаном. У ході експерименту він приймав сигнали не тільки канадської станції CHU, але й радіостанції WWVH, що розташована на Гаваях. Це дозволило отримати цінну інформацію про стан іоносфери безпосередньо в зоні затемнення. Наприклад, чи з’являється поширення радіохвиль зворотньою трасою, як змінюється висота шарів іоносфери та кількість іонізованих частинок під впливом швидких змін іонізуючого випромінювання.
15 жовтня 2024 року Національний антарктичний науковий центр повідомив, що з початком весни в Антарктиці, навколо острова Галіндез, де розташована українська станція «Академік Вернадський», скресає морська крига. Тож тисячі субантарктичних пінгвінів повертаються сюди, щоб зайняти найкращі місця для гніздування. Біолог XXIX УАЕ Світозар Давиденко вже нарахував на острові понад 3,5 тис. цих птахів, які продовжують прибувати.
За час сезону XXIX УАЕ вдалося провести низку нових досліджень з метеорології, океанографії, геофізики, геології, біології. Зокрема:
- вперше запущені аргобуї для вивчення Південного океану в межах проєкту OCEAN ICE («Горизонт Європа»)[20];
- вперше здійснено одночасне радіозондування атмосфери зі станції «Академік Вернадський» та судна «Ноосфера»[21];
- вперше відібрані зразки талої води з льодовиків на континенті щодо наявності в ній мікропластику[22].

3 січня 2025 року до станції «Академік Вернадський» прибув криголам «Ноосфера». Судно доставило на станцію технічну команду, яка має провести невідкладні роботи з модернізації станції. Зокрема, цього сезону мають замінити систему каналізації та світильники, розширити майданчик для метеодосліджень тощо.
На початку березня 2025 року науковці XXIX УАЕ продемонстрували метод вимірювання розмірів китів за допомогою дрона та звичайної метрової лінійки покладеної на воду, як одного з надійних методів калібрування зображення.
22 березня 2025 року на станції «Академік Вернадський» завершилася ротація річних експедицій. XXIX УАЕ, після року роботи в Антарктиді, вирушила до України, а до виконання запланованих наукових завдань на станції стала команда XXX УАЕ.
4 квітня 2025 року, згідно повідомлення Національного антарктичного наукового центру (НАНЦ), учасники XXIX УАЕ повернулися до України.